# Anatolí (ort i Grekland, Epirus)
Anatolí (Anatoli) är en ort i Grekland.   Den ligger i prefekturen Nomós Ioannínon och regionen Epirus, i den centrala delen av landet, 300 km nordväst om huvudstaden Aten. Anatolí ligger 494 meter över havet och antalet invånare är 9 798. Den ligger vid sjön Límni Pamvótida.
Terrängen runt Anatolí är varierad. Runt Anatolí är det ganska glesbefolkat, med 35 invånare per kvadratkilometer. Närmaste större samhälle är Ioánnina, 3,5 km norr om Anatolí. Trakten runt Anatolí består till största delen av jordbruksmark.